# Dalwallinu
Dalwallinu är en ort i Australien. Den ligger i kommunen Dalwallinu och delstaten Western Australia, omkring 200 kilometer norr om delstatshuvudstaden Perth. Antalet invånare är 596.
Trakten runt Dalwallinu är nära nog obefolkad, med mindre än två invånare per kvadratkilometer.. Dalwallinu är det största samhället i trakten.
Trakten runt Dalwallinu består till största delen av jordbruksmark. Genomsnittlig årsnederbörd är 373 millimeter. Den regnigaste månaden är september, med i genomsnitt 55 mm nederbörd, och den torraste är december, med 13 mm nederbörd.